# 木梨憲武のサッカーだ!
『木梨憲武のサッカーだ!』（きなしのりたけのサッカーだ）は、1993年4月3日から1994年3月25日までテレビ朝日で放送されたスポーツバラエティ番組。とんねるずの木梨憲武の冠番組。

## 概要
毎回1人のJリーグ現役サッカー選手を呼び、彼らにサッカーのテクニックを解説させていた。また、サッカー解説者で木梨とは帝京高校サッカー部のチームメイトだった川添孝一による応用コーナーもあった。他に少年サッカーチームのメンバーがバックのエキストラに呼ばれ、木梨のジョークに笑っていた。
上記の通り、子供をメインターゲットとする内容で放送されていたが、長くは続かなかった。この番組が放送されていた土曜7時台はローカルセールス枠になっていたため、名古屋テレビのように系列局であっても放送しなかった地方局も存在する。朝日放送(現:朝日放送テレビ）は1994年冬頃に、初期の頃の番組を帯番組として集中的に放送していたことがある。

## 放送時間
- 土曜 7:00 - 7:30 （1993年4月3日 - 1993年9月25日）
- 日曜 6:00 - 6:30 （1993年10月3日 - 1994年3月25日）